# Erdao
Erdao, tidigare känd som Erhtaokow, är ett stadsdistrikt i Changchun i Jilin-provinsen i nordöstra Kina.